# Расово профилиране
Расово профилиране (на английски: racial profiling) се нарича употребата на расата като критерий за вземане на решение от страна на полицията за спиране и проверка на граждани. Понятието се използва, за да обхване и всякакви полицейски действия, които се основават на етноса или произхода на лицата, спрямо които са предприети, а не на техните индивидуални поведения или на конкретна информация за криминална проява на тези лица.